# Йовица Тасевски – Етерниян
Йовица Тасевски – Етерниян (на македонска литературна норма: Јовица Тасевски – Етернијан) е поет, есеист и литературен критик от Северна Македония.

## Биография
Роден е в 1976 година в Скопие, Югославия. Завършва обща и сравнителна литература Филологическия факултет на Скопския университет. Работи в Националната и университетска библиотека „Свети Климент Охридски“. Редактор е на списанието за литература, изкуство и култура „Стремеж“ - Прилеп. Научен съветник е за македонска поезия в международния поетичен проект „Други гласове“ - антология на световната поезия, която е включена в референтната листа (World Poetry Directory) на ЮНЕСКО.
Член е на Дружеството на писателите на Македония, Дружеството за сравнителна книжовност на Македония, Британското поетично общество и Световното поетично дружество. Почетен член е на Австралийското поетично дружество. Носител е на индийската поетична награда „Възхищаващ поет“ за изключителен принос в съвременната поезия.

## Творчество
- „Нешто се слуша“ (поезия, 1995)
- „Визии. Глагол“ (поезия, 1997)
- „Веда“ (поезия, 1998)
- „Постојното, плимата“ (литературна критика, есета и студии, 2000)
- „Клатно“ (поезия, 2001)
- „Небесни стражи“ (поезия, 2004)
- „Посоки и огледи“ (литературна критика, есета и студии, 2006)
- „Синтакса на светлината“ (избрани стихотворения, 2008)
- „Синтаксис на светлината“ (избрани стихотворения в превод на български език, 2010)
- „Syntax of the Light“ (избрани стихотворения в превод на английски език, 2011)
- „Исход“ (поезия, 2012)